# Lomatia tasmanica

Pasmo Bathurst na Tasmanii – u jego podnóża znajduje się jedyne stanowisko gatunku

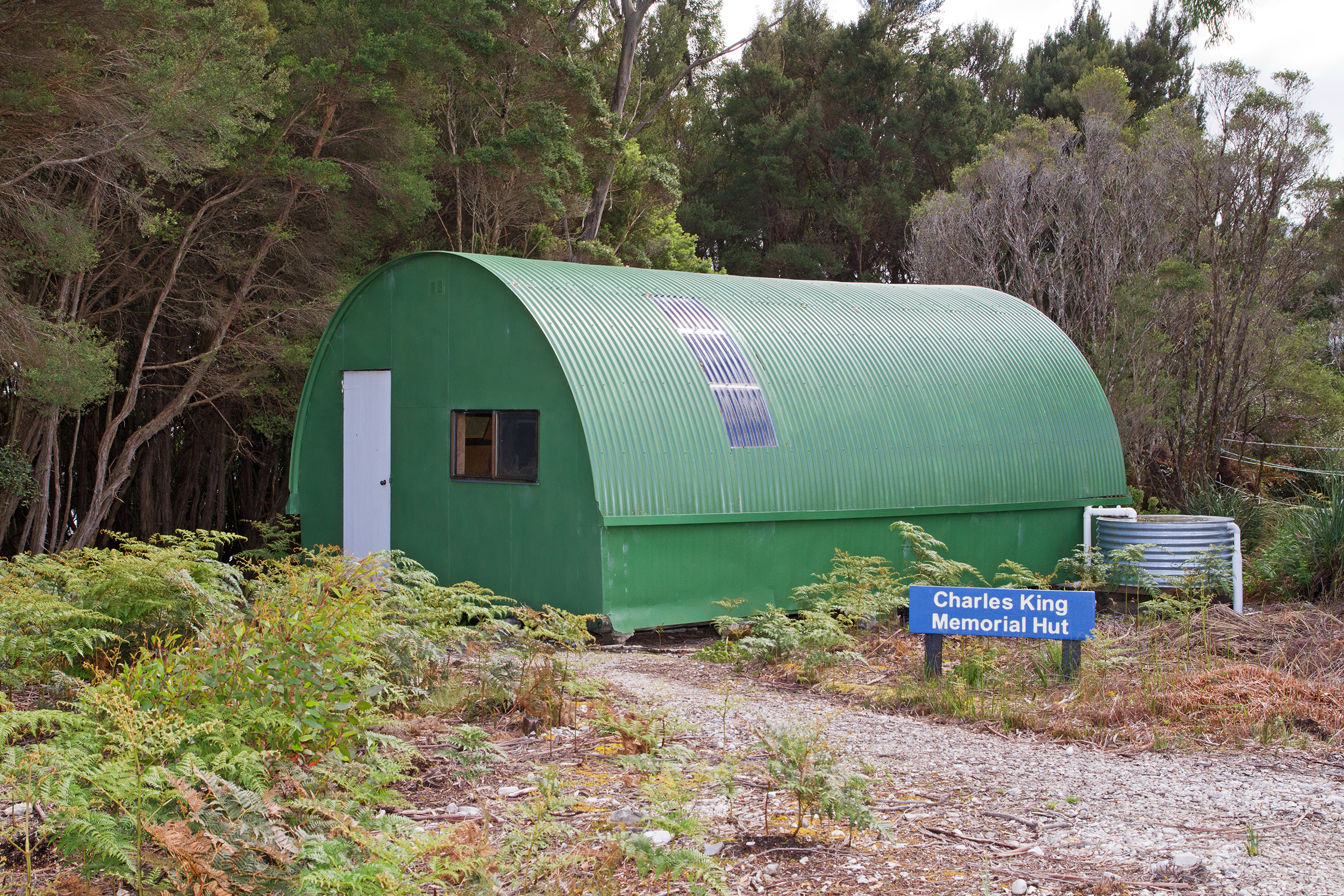
Schronienie dla wędrowców w Melaleuca (w okolicy odnaleziono kopalne szczątki gatunku) oraz miejsce upamiętniające Charlesa "Deny'ego" Kinga – odkrywcę gatunku

Lomatia tasmanica – gatunek z rodziny srebrnikowatych (Proteaceae). Odkryty został przez australijskiego przyrodnika – Charlesa "Deny'ego" Kinga w maju 1934 koło New Harbour Range w południowo-zachodniej Tasmanii. Stanowisko to zaginęło i dopiero w 1965 potomkowie Kinga odnaleźli nowe okazy rosnące 5 km dalej na zachód od pierwotnego stanowiska. Roślina opisana została jako nowy gatunek w 1967 przez Winifreda Curtisa. Nie odnaleziono innych stanowisk gatunku i w naturze znany jest on tylko z 400–500 krzewów i drzewek. Roślina jest triploidem – nie wytwarza owoców i nasion. W efekcie wszystkie znane egzemplarze gatunku są rametami (fragmentami) jednego organizmu (genetu) rozmnażającego się wyłącznie wegetatywnie (klonalnie). Na podstawie śladu kopalnego tej rośliny pochodzącego sprzed 43 600 lat – jest ona uznawana za jedną z najstarszych znanych i żyjących z pokolenia na pokolenie roślin.

## Występowanie
Gatunek rośnie na pojedynczym stanowisku w Southwest National Park, na wysokości 80–280 m n.p.m. w dolinach dwóch strumieni po południowej stronie Bathurst Range w pobliżu Cox Bight. Poszczególne pędy tego krzewu rozprzestrzenione są na obszarze o powierzchni 1,2 km². Obszar ten pokrywa las mieszany z dominacją Eucalyptus nitida (drzewa do 25 m wysokości) i niższą warstwą drzew tworzoną przez Phyllocladus aspleniifolius, Eucryphia lucida i Nothofagus cunninghamii. Podszyt tworzą takie gatunki jak Anopterus glandulosus, Anodopetalum biglandulosum i Cenarrhenes nitida. W runie bujnie rosną paprocie. Klimat jest chłodny i wilgotny.

## Morfologia
PokrójKrzew lub niewielkie drzewo osiągające od 2 do 8 m wysokości. Pędy mogą się pokładać wypuszczając wznoszące się odgałęzienia, jak też rosnąć w formie małych drzewek z wzniesionym pędem rozgałęziającym się w górnej części. Pędy za młodu i pąki są pokryte prostymi, brązowymi włoskami. Rośliny wytwarzają także pędy podziemne (kłącza).
LiścieSkrętoległe i zwykle skupione na końcach pędów. Osiągają od 10 do 18 cm długości i od 2,5 do 4 cm szerokości. Blaszka liściowa jest skórzasta i podzielona na 7 do 11 par owalnych do lancetowatych, siedzących listków o brzegach nieregularnie ząbkowanych i wcinanych. Osadka i powierzchnia blaszki liściowej od dołu jest nieco owłosiona, powierzchnia górna jest błyszcząca.
KwiatySkupione w krótkich kwiatostanach wyrastających na końcach pędów. Kwiaty o długości do 10 mm wyrastają w nich parami na szypułkach osiągających 6–7 mm długości. Rozwijają się podczas kwitnienia sukcesywnie. Listki okwiatu są mięsiste i jasnoczerwone. Między nimi widoczne są żółto zabarwione pylniki pręcików. Szyjka słupka wystaje ponad okwiat i jest lejkowato rozszerzona na końcu.
OwoceNigdy nie stwierdzone u tego gatunku.

## Biologia
Kwiaty pojawiają się na pędach nadziemnych po około 7 latach ich rozwoju, jednak rośliny te kwitną nieregularnie, nie w każdym roku. Zwykle w grudniu, styczniu i lutym. Ponieważ roślina jest w pełni sterylnym triploidem o liczbie chromosomów 2n=3x=33 – nie wytwarza owoców i nasion – rozmnaża się wyłącznie przez odrosty korzeniowe i pędowe. Roślina rozrasta się bardzo wolno wegetatywnie i ma bardzo niewielkie przyrosty roczne. Pęd o średnicy nieco ponad 6 cm osiąga ten rozmiar po 240 latach. Ponieważ mimo tak wolnego tempa wzrostu roślina pokryła obszar o powierzchni 1,2 km² – spodziewano się, że jest bardzo stara. Oszacowanie wieku umożliwiło odkrycie skamieniałych pozostałości liścia identycznych z rośliną współczesną, znalezione 8,5 km od współczesnego miejsca jej rozwoju. Datowanie radiowęglowe pozwoliło ustalić wiek śladu kopalnego na 43 600 lat. Ponieważ roślina rośnie co najmniej tak długo – uznawana jest za najstarszy znany żyjący egzemplarz rośliny na Ziemi.  Diploidalny przodek tej rośliny nie jest znany i jest uznawany za wymarłego. Dwa inne gatunki z tego samego rodzaju (L. polymorpha i L. tinctori) występujące współcześnie na Tasmanii nie zawierają niektórych allozymów stwierdzonych u L. tasmanica.

## Zagrożenia i ochrona
Mimo że stanowisko rośliny znajduje się na obszarze poddanym ochronie prawnej, zagrożona jest ona na swym stanowisku przez pożary i niebezpieczeństwo zawleczenia przez ludzi śmiertelnego dla australijskiej flory lęgniowca z rodzaju Phytophthora. Dla zachowania gatunku pracownicy Royal Tasmanian Botanical Gardens próbują namnożyć go z sadzonek. Roślina jednak słabo się ukorzenia i źle rośnie w uprawie, tak że do 2009 roku otrzymano jedynie 46 roślin potomnych. Nadzieje na skuteczne namnożenie na większą skalę tego gatunku pokładane są w hodowli kultur tkankowych.